# 坂ノ市駅
坂ノ市駅（さかのいちえき）は、大分県大分市坂ノ市中央一丁目にある、九州旅客鉄道（JR九州）日豊本線の駅である。

## 歴史
- 1914年（大正3年）4月1日：鉄道院が開設[6][4]。当時この地は佐賀市村（）[10]であったが、佐賀駅との混同を防ぐ為、現駅名での設置となった。
- 1920年（大正9年）1月1日：佐賀市村が町制施行。駅名が町名に採用され坂ノ市町となる。
- 1950年（昭和25年）11月1日：国鉄バス坂ノ市線開設[11]。
- 1974年（昭和49年）4月10日：急行（上り）高千穂（西鹿児島駅 - 東京駅）の停車開始（18時26分発）。同時期に急行「日南3号」の停車開始。
- 1975年（昭和50年）3月10日：急行「高千穂」・「日南」廃止。
- 1978年（昭和53年）4月1日：貨物取扱廃止[12]。
- 1979年（昭和54年）4月：駅舎改築[4]。
- 1985年（昭和60年）3月14日：荷物扱い廃止[12]。
- 1987年（昭和62年）4月1日：国鉄分割民営化により九州旅客鉄道が継承[12]。
- 1989年（平成元年）3月9日：「みどりの窓口」を設置[13]。
- 2012年（平成24年）12月1日：ICカードSUGOCAの利用を開始[14]。
- 2023年（令和5年）7月1日：駅遠隔案内システム（Smart Support Station）「ANSWER」の導入に伴い終日無人化[15][16]。

## 駅構造
島式ホーム1面2線の設備を有する地上駅。
無人駅である。2023年6月30日まではJR九州サービスサポートが駅業務を受託する業務委託駅であり、きっぷうりばが設置されていた。ICカードSUGOCAは出入場とチャージのみ対応している。
当初は2018年3月17日に牧駅 - 幸崎駅間に駅遠隔案内システム「ANSWER」を導入した上で当駅を無人化する予定であったが、高城駅 - 当駅間に関しては「ANSWER」導入は見送られた。JR九州は駅のバリアフリー工事の進展状況や「ANSWER」導入駅の利用状況を踏まえた上で、当駅にも「ANSWER」導入を検討、2023年7月1日から導入された。

### のりば
| のりば | 路線      | 方向 | 行先           |
| ------ | --------- | ---- | -------------- |
| 1      | ■日豊本線 | 上り | 大分・別府方面 |
| 2      | ■日豊本線 | 下り | 佐伯・延岡方面 |

### 現存しない構造物
- 旭化成大分工場専用線
大在駅と接続していた旧東京第二陸軍造兵廠坂ノ市製造所専用線とは別に、1番線の北側に構内側線のような形で存在し、現駅舎の北東側に上屋もあった。区画整理事業、日豊線高速化事業および駅東側鉄橋の架替工事等により、痕跡はほぼ消滅している。

## 利用状況
2023年（令和5年）度の1日平均乗車人員は1,194人である。大分市街への通勤圏であり、また県立大分東高等学校の最寄駅でもある事から朝夕にはそれなりの乗降がある。
| 乗車人員推移 | 乗車人員推移 |
| 年度         | 1日平均人数  |
| ------------ | ------------ |
| 2000年       | 1,189        |
| 2001年       | 1,089        |
| 2002年       | 1,015        |
| 2003年       | 1,009        |
| 2004年       | 985          |
| 2005年       | 1,006        |
| 2006年       | 1,009        |
| 2007年       | 997          |
| 2008年       | 1,010        |
| 2009年       | 967          |
| 2010年       | 983          |
| 2011年       | 947          |
| 2012年       | 1,017        |
| 2013年       | 1,075        |
| 2014年       | 1,033        |
| 2015年       | 1,138        |
| 2016年       | 1,165        |
| 2017年       | 1,203        |
| 2018年       | 1,173        |
| 2019年       | 1,220        |
| 2020年       | 1,032        |
| 2021年       | 1,046        |
| 2022年       | 1,098        |
| 2023年       | 1,194        |

## 駅周辺
駅の南側が本町となり、旧坂ノ市町役場を受け継いだ大分市坂ノ市支所等がある。
駅の北側は昭和50年頃まで松林とススキに覆われた湿原が広がり、その先には「白砂青松」と謳われた日吉原海水浴場があった。
海岸は埋め立てられ、7号埋立地として造船所や太陽光発電所が建設された他、駅付近は土地区画整理事業により住宅地が造成された。
- 萬弘寺（7世紀頃、用明天皇による創建。例年5月18日 - 24日に大分県三大市の1つ「萬弘寺の市」が催される。駅から500 m）[1]
- 坂ノ市郵便局
- 大分県立大分東高等学校
- 亀塚古墳 - 県下最大の古墳で国指定の史跡となっている。
- 国道197号
- 大分県道38号坂ノ市中戸次線
- 大分県道504号坂ノ市停車場線

## バス路線
駅から南へ徒歩2分の国道197号沿いに大分バス坂の市バス停がある。駅名および一般的な地名は「坂ノ市」だが、バス停名のみ「坂の市」と記されている。
- 幸崎駅経由佐賀関
- 急行 大在駅前経由大分
- 急行 大分医療センター経由大分[注釈 1]

### 過去のバス路線
- 国鉄バス・JRバス（坂ノ市駅前発着）
  - 豊後佐野経由鶴崎駅[注釈 2] - 国鉄末期に鶴崎駅－豊後佐野間に縮小、1981年（昭和56年）9月13日全線廃止
  - 豊後大河内・御所峠経由臼杵駅[注釈 3] - 国鉄末期に豊後大河内まで縮小、1981年（昭和56年）9月13日全線廃止
  - 日吉原海水浴場 - 1981年（昭和56年）9月13日廃止
  - 大分東高校・延命寺・戸次・中判田駅経由戸次[注釈 4] - 国鉄末期に中判田まで縮小、民営化後に延命寺まで縮小、2003年（平成15年）4月1日廃止
  - 旧道久原・幸崎駅経由佐賀関[注釈 5] - 2003年（平成15年）4月1日廃止
- 大分バス（坂の市バス停）
  - 特急 大在駅裏経由大分 - 急行格下げの後、2006年（平成18年）4月1日廃止
  - 特急 臼坂バイパス・臼杵経由津久見 - 急行格下げの後、2006年（平成18年）4月1日廃止
  - 大分医療センター経由大分 - 2006年（平成18年）4月1日廃止
  - 細 - 2006年（平成18年）4月1日同停留場発着に短縮、2021年頃に廃止。
- 大分交通（坂ノ市駅前発着・坂の市バス停経由）
  - 特急 大在駅裏経由（大分駅前は経由せず国道197号を直進）別府国際観光港 - 大分バスへ移管、急行に格下げした後に廃止

→大分飛行場に代わる新大分空港（現在の大分空港）の建設予定地として坂ノ市地区が有力視されていた頃、大分交通が鉄道路線の新設を計画していた。バス停名の「坂の市」は、この大分交通線の駅名として採用される予定であったが、大分空港建設地が国東半島に決定され採算が見込めなくなり計画は消滅した。この路線は鉄道線の代替として運行されていたものである。

## その他
- 土地区画整理事業の際、駅前の商店等が全て1 km離れたバイパス道路沿いに移転したため、駅前一帯は広大な空き地となっていた。現在は住宅地として整備が進んでいる[1]。
- ジェイアール九州バス大分支店が設置されていたが、当駅発着のバス路線が全て廃止されたために臼杵車庫[注釈 6]に統合された。

## 隣の駅
九州旅客鉄道（JR九州）
■日豊本線
大在駅 - 坂ノ市駅 - 幸崎駅